# Succinea guamensis
Succinea guamensis es una especie de molusco gasterópodo de la familia Succineidae en el orden de los Stylommatophora.

## Distribución geográfica
Es endémica de Guam. 